# I-38
El I-38 (イ-38?) fue un submarino portaaviones del Tipo B1 que sirvió en la Armada Imperial Japonesa participando en la Segunda Guerra Mundial. Fue hundido en combate en noviembre de 1944.

## Descripción
El I-38, con un desplazamiento de 2.600 t en superficie, tenía la capacidad de sumergirse hasta 100 m, desarrollando entonces una velocidad máxima de 8 nudos, con una autonomía de 96 millas náuticas a una velocidad reducida de 3 nudos. En superficie, su autonomía era de 14.000 millas náuticas a una velocidad de crucero de 16 nudos, desarrollando una velocidad máxima de 23,6 nudos. Transportaba un hidroavión biplaza de reconocimiento Yokosuka E14Y conocido por los Aliados como Glen, almacenado en un hangar hidrodinámico en la base de la torre de la vela.

## Historial
Tras su entrada en servicio en enero de 1943 es asignado originalmente a la base de Kure. En mayo del mismo año es el primer submarino que emplea en pruebas el sistema de transporte de artillería para submarinos unpōtō. Realiza el mismo mes un par de misiones de suministro a Lae, y otras cuatro en junio, empleando operativamente el unpōtō. Estas misiones se repetirían a lo largo de julio, agosto y septiembre, llegando también a Kolombangara. En octubre realizó pruebas de remolque que se llevaron a cabo en Rabaul con el contenedor submarino unkatō, que se repetirían en noviembre y diciembre.
El 13 de noviembre de 1944, I-38 es detectado 85 millas al sur de Yap por el destructor estadounidense USS Nicholas, que realiza un ataque con cargas de profundidad, destruyendo al submarino.